# Harriet Krijgh
Harriet Krijgh (* Juni 1991) ist eine niederländische Cellistin.

## Leben
Ihren ersten Cellounterricht bekam sie im Alter von fünf Jahren. Im Jahr 2000 wurde sie in die Klasse junger Talente an der Hochschule für Musik Utrecht aufgenommen, wo sie von Lenian Benjamins unterrichtet wurde. 2004 verlegte Harriet ihren Lebensmittelpunkt nach Wien, um bei Lilia Schulz-Bayrova und Jontscho Bayrov am Konservatorium Wien Cello zu studieren. Seit September 2013 studiert Harriet als „Junge Solistin“ an der Kronberg Academy bei Frans Helmerson, dieses Studium wird durch das Casals-Stipendium ermöglicht. Ihre künstlerische Ausbildung bei Schulz-Bayrova in Wien setzt sie parallel dazu fort. 2019 übernahm sie den Cello-Part im Artemis Quartett von Gründungsmitglied Eckart Runge.

## Preise
Im Jahr 2008 gewann sie den ersten Preis des Prinzessin Christina Concours. Ebenfalls erste Preise erlangte sie beim nationalen Finale des Prima la Musica-Wettbewerbes in Österreich und beim Fidelio-Wettbewerb in Wien sowie den „Nicole Janigro Preis“ beim internationalen „Antonio Janigro Cello Competition“ in Kroatien. Ein Erfolg war der 1. Preis und der Publikumspreis bei der Cello Biennale Amsterdam im November 2012.

## Diskografie (Auswahl)
Beim CD-Label Capriccio erschienen folgende Tonträger:
- Kabalevsky: Cellokonzert Nr. 1 (2018), plus weitere konzertante Werke von Weinberg und Kabalevsky mit anderen Solisten
- Rachmaninov (2015, Magda Amara/Klavier)
- Elegy (2014, Deutsche Staatsphilharmonie, Gustavo Gimeno)
- The French Album (2012) mit Werken für Cello und Klavier von Debussy, Franck, Offenbach, Fauré
- Haydn: The Cello Concertos (2012, Wiener Kammerphilharmonie)
- Brahms: The Cello Sonatas (2013, Magda Amara/Klavier)

2018 schloss Harriet Krijgh einen Exklusivvertrag mit Deutsche Grammophon ab:
- Vivaldi (2019, Amsterdam Sinfonietta, Candida Thompson)
- Silent Dreams (2021, Magda Amara)

## Instrument
Harriet Krijgh spielt auf einem Violoncello von Giovanni Paolo Maggini aus dem Jahre 1620, das ihr von einem privaten Sammler zur Verfügung gestellt wird.